# 筑紫野市コミュニティバス

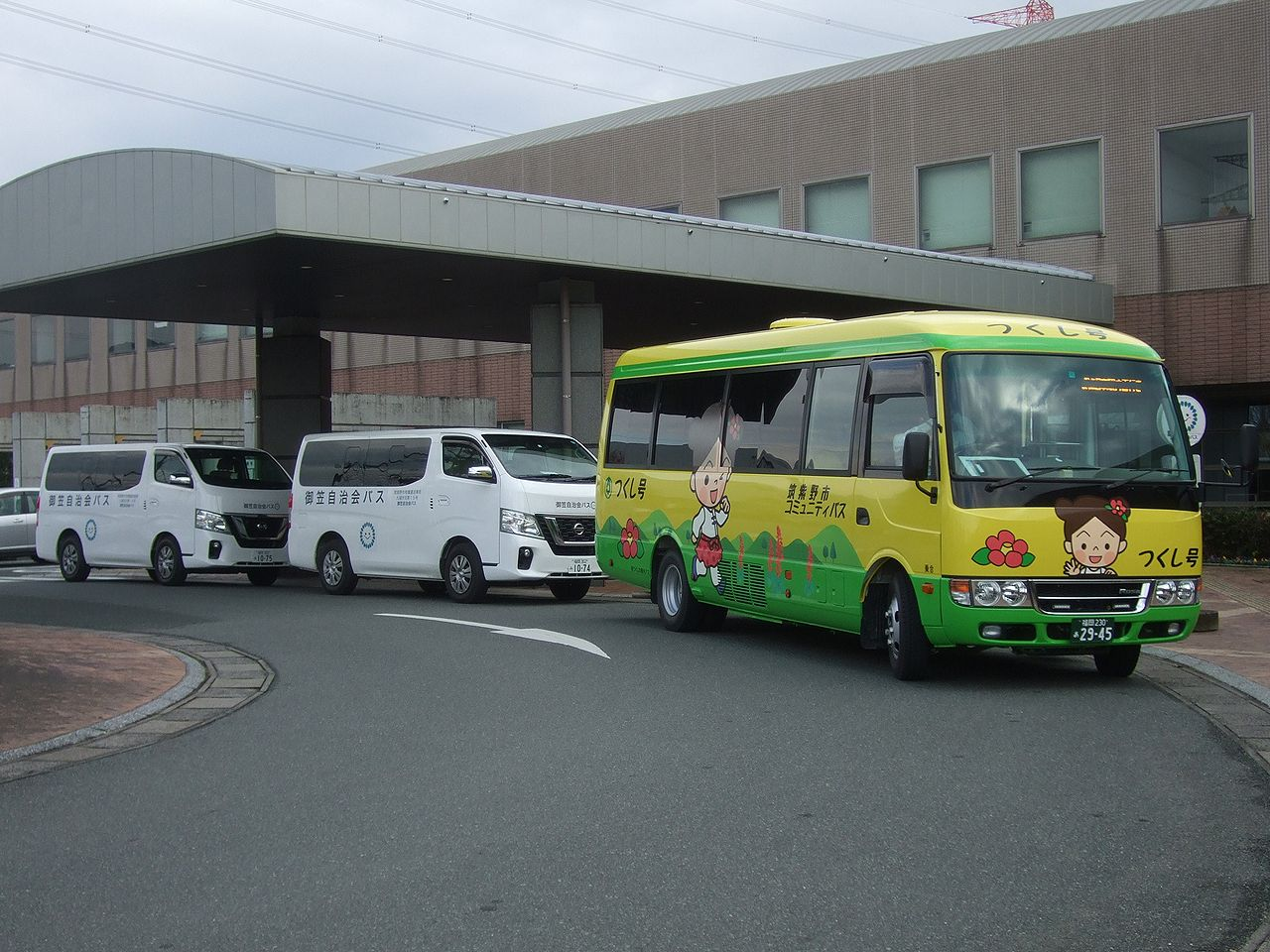
カミーリヤで待機するコミュニティバス「つくし号」と御笠自治会バス

筑紫野市コミュニティバス（ちくしのしコミュニティバス）は、福岡県筑紫野市が運行するコミュニティバスである。本記事では筑紫野市が運行する以下のコミュニティバスについて記述する。
- ちくしのバス
- 筑紫野市コミュニティバス「つくし号」
- 御笠自治会バス

## コミュニティバス「つくし号」

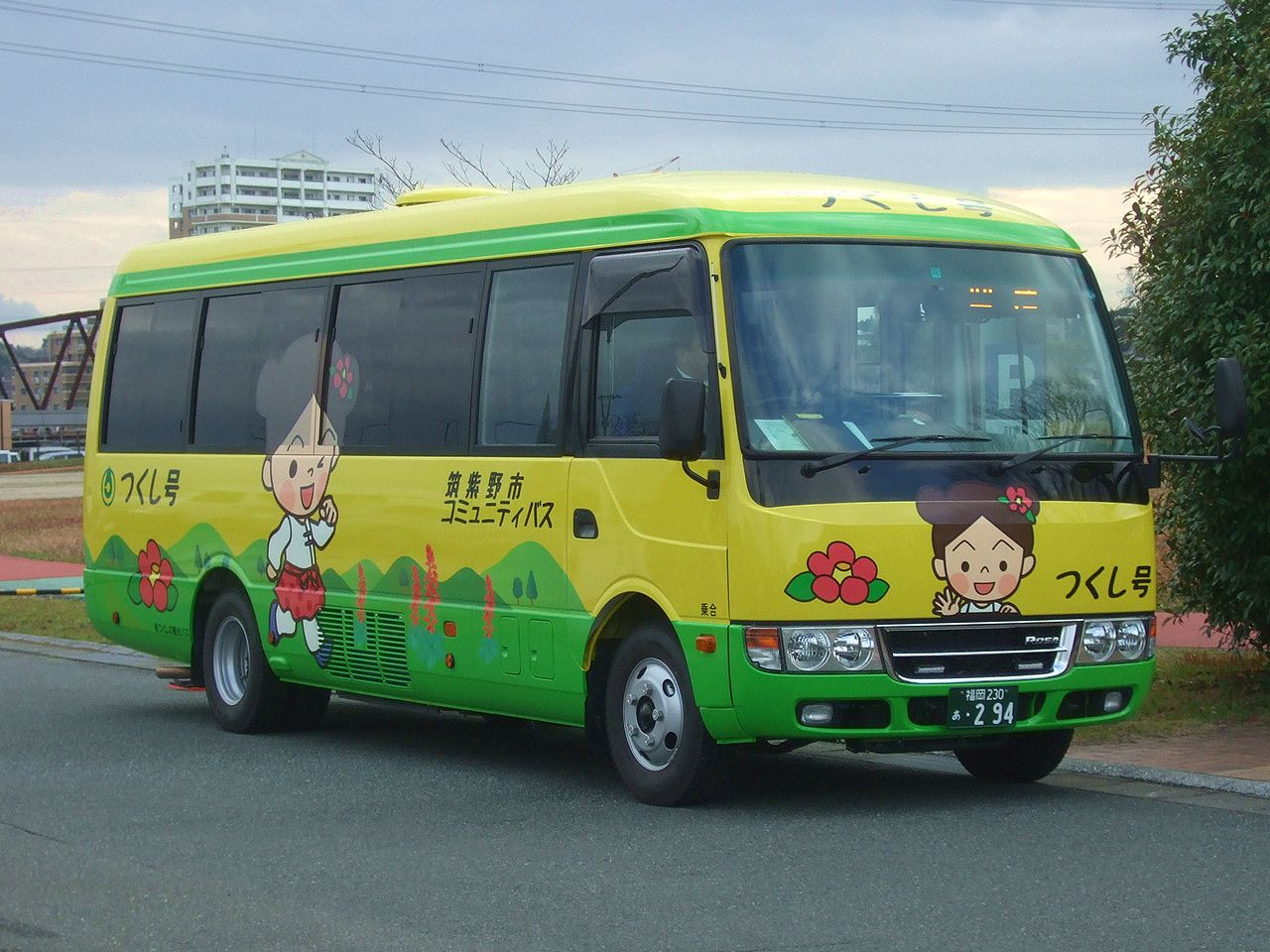
コミュニティバス「つくし号」

筑紫野市内の公共施設、商業施設、医療機関、鉄道駅などを経由するコミュニティバスである。2019年1月4日に筑紫野市役所が移転開庁するのに合わせて運行開始した。運行は地元貸切バス事業者のつくしの観光バスに委託する。
運賃は大人150円、子供・障害者手帳等（身体障害者手帳・精神障害者保健福祉手帳・療育手帳）所持者は100円。小学生未満は保護者1人につき3人まで無料。一方向のみの循環運行で、1日9便が運行される。
経路
カミーリヤ → 筑紫駅西口 → 福大筑紫病院 → 筑紫野市役所 → JR二日市駅 → 二日市西一丁目 → 二日市温泉 → 生涯学習センター → 済生会病院 → 筑紫野市役所 → 朝倉街道駅 → ゆめタウン → カミーリヤ
車両は三菱ふそう・ローザを使用する。黄色地に筑紫野市のマスコットキャラクター「つくしちゃん」のイラストを入れた塗装で、筑紫野市内の中学生のデザインである。

## 御笠自治会バス

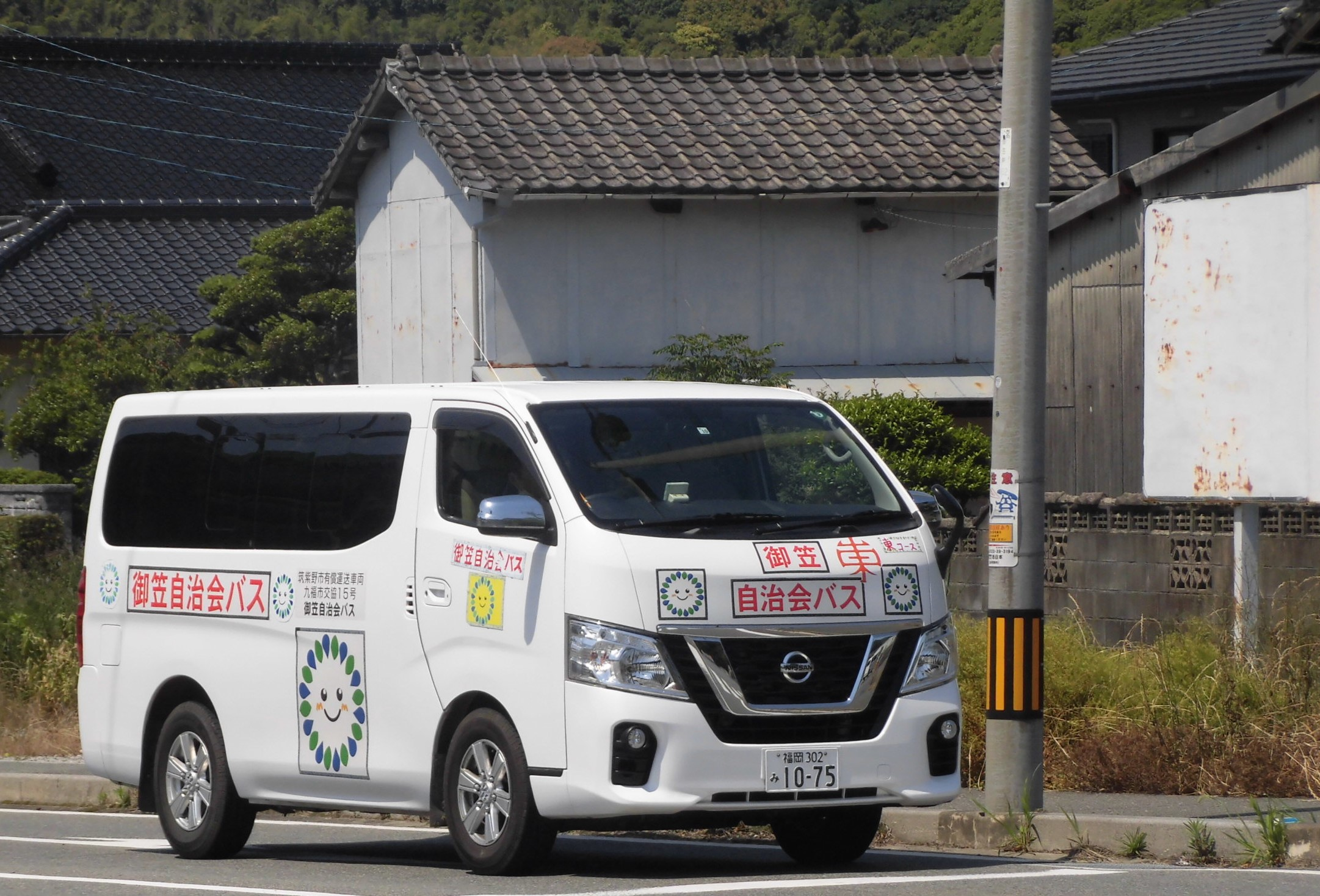
御笠自治会バス

市北東部の御笠地区を運行する自家用有償旅客運送（白ナンバー車使用）の公共交通である。2019年1月8日運行開始。市がワンボックスカー（日産・NV350キャラバン）を購入し、運行は地元自治会組織の「御笠まちづくり協議会」が行う。運転手は御笠地域の定年退職者などによるボランティアである。
御笠まちづくり協議会は御笠地区の自治会や子ども会で構成される団体である。地区では既存のバスのバス停が遠い、本数が少ない、商業施設へのアクセスが悪い、といった点が課題となっており、協議会は2016年から独自にバス運行を検討してきた。協議会は市とも協議を重ね、2019年1月から市が自治会に委託する形で運行が始まることになった。
御笠地区東部の山間部を運行する宝満川東ルートと、御笠地区西部の高台部の住宅地を運行する宝満川西ルートがある。宝満川東ルートは一部の区間がかつて運行していたちくしのバスみかさ線と類似するが、ちくしのバスとは異なり県道65号線から外れた集落内に停留所を設置している。
運賃は200円均一、カミーリヤで乗車または降車する場合は無料。柚須原 - 大石・吉木入口間の区間内のみの利用の場合は100円均一（ちくしのバスみかさ線時代から据え置き）。
宝満川東ルート
カミーリヤ - 針摺東 - ゆめタウン - 天山公民館 - 西方寺前 - 下阿志岐JA - 中阿志岐 - 圓徳寺入口 - 上阿志岐東 - 吉木入口 - 御笠コミュニティセンター - 東吉木公民館 - 東吉木田代 - 葉光ヶ丘1 - 葉光ヶ丘2 - 葉光ヶ丘3 - 大石 - 大石公民館 - 大石記念碑 - 本道寺入口 - 原ノ田 - 大原 - 香園 - 竜岩自然の家 - 柚須原
5.5往復運行。柚須原発1便、柚須原行き4便・5便は御笠コミュニティセンター始発・終着、御笠コミュニティセンター - 大石間の途中停留所は非経由
宝満川西ルート
カミーリヤ - 針摺東 - ゆめタウン - 牛島公民館 - 向原 - 向原3組入口 - 朝香中央 - 朝香入口 - 仲良し公園前 - 給水塔前 - 給水塔入口 - 吉木入口 - 御笠コミュニティセンター - みかさ台団地 - みかさ台入口 - 都坂団地集会場前 - 都坂団地中央 - 原公民館前 - 原 - ダイレックス前 - 宮の森東 - 宮の森第4公園前 - 宮の森中央 - 宮の森公民館前 - ゴルフ場団地下 - ロータリー横
4往復運行

## ちくしのバス（廃止）

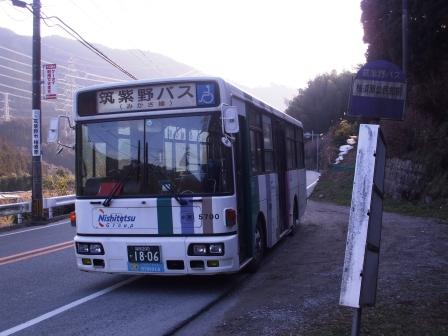
西鉄バスの車両で運行されるちくしのバスみかさ線（現在は廃止された）

2004年5月10日に西鉄バス二日市が運行していた2路線の末端部（1-1番の吉木 - 柚須原間および2-1番の山口 - 平等寺間）をコミュニティバスに転換したものである。運行形態は転換前と同様、1-1番および2-1番の車両と運転士が直通しており、通し乗車が可能である。吉木 - 柚須原間にはみかさ線、山口 - 平等寺間にはやまぐち線の愛称が与えられた。
運賃はちくしのバス区間内のみ乗車する場合は大人・子供ともに100円均一で、西鉄バス区間と通し乗車する場合は西鉄バスの乗車区間の運賃に100円を加えた額となる。いずれも日祝日・盆・年末年始は運休。
みかさ線は御笠自治会バスの運行開始により2019年3月31日限りで、やまぐち線は「筑紫野のるーと」の運行開始により2025年3月31日限りで廃止された。
やまぐち線
【西鉄二日市 - JR二日市駅 - 井手の古賀 - 】山口 - 仲屋敷橋 - 倉谷前 - 山神 - 山神ダム前 - 下村 - 平等寺
みかさ線
【西鉄二日市 - JR二日市駅 - 紫駅 - 吉木入口 - 】吉木 - 大石 - 宝満登山口 - 本導寺 - 香園 - 柚須原公民館前 - 柚須原
※【 】内は西鉄バス2-1番、1-1番として運行する区間で一部停留所のみ表記。ちくしのバス区間内は全停留所表記。